# Bomba manual

bomba manual pous Elements

Una bomba manual és una bomba engegada per la força humana per moure líquids o aire d'un lloc a un altre. Es fan servir a tot arreu per a una varietat d'aplicacions industrials, marines, domèstics, agricòles i reg i desguàs.
Hi ha molts diferents tipus de bomba de mà, que operen principalment mitjançant un pistó, un diafragma o un principi de paletes rotatives amb una vàlvula de retenció a l'entrada i forats de sortida a la cambra d'operació en direccions oposades. La majoria de les bombes manuals tenen èmbols o pistons alternatius, i són de desplaçament positiu.

## Bombes de succió i elevació
La succió i elevació són consideracions importants quan es bomba un fluid. La succió és la distància vertical entre el fluid a bombar i el centre de la bomba, mentre elevació és la distància vertical entre la bomba i el punt de lliurament. La profunditat de la qual una bomba de mà es xuclen està limitada per la pressió atmosfèrica a una profunditat d'operació de menys de 7 metres. L'alçària a la qual una bomba de mà aixeca un líquid es regeix per la capacitat de la bomba i de l'operador per aixecar el pes de fluid en el tub de distribució. Tanmateix, la mateixa bomba i l'operador seran capaços d'aconseguir una major elevació amb una canonada de diàmetre més petit del que podrien fer-ho amb una canonada de major diàmetre.